# Nils Silfverskiöld
Nils Otto Silfverskiöld (3. januar 1888 – 8. august 1957) var en svensk gymnast som deltog i OL 1912 i Stockholm.
Silfverskiöld blev olympisk mester i gymnastik under OL 1912 i Stockholm. Han var med på det svenske hold som vandt holdkonkurrencen for hold i svensk system. Hold fra tre nationer var med i konkurrencen, der blev afholdt på Stockholms Stadion. 